# Négociations entre les puissances de l'Axe sur le partage de l'Asie pendant la Seconde Guerre mondiale

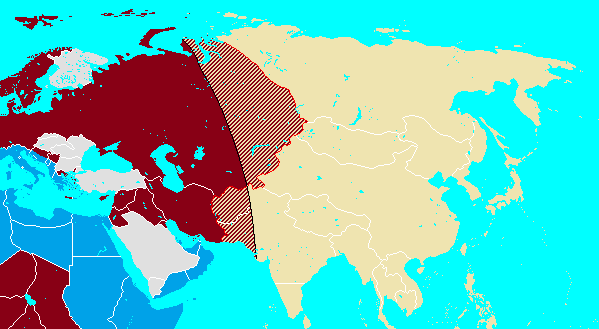
Carte illustrant les frontières possibles d'une URSS partitionnée (qui comprend les annexions prévues d'autres zones). Les zones ombrées indiquent d'éventuels différends qui auraient pu survenir.
Troisième Reich/Lebensraum
Royaume d'Italie/Spazio vitale
Empire du Japon/Sphère de coprospérité
Frontière japonaise envisagée
Frontière allemande envisagée

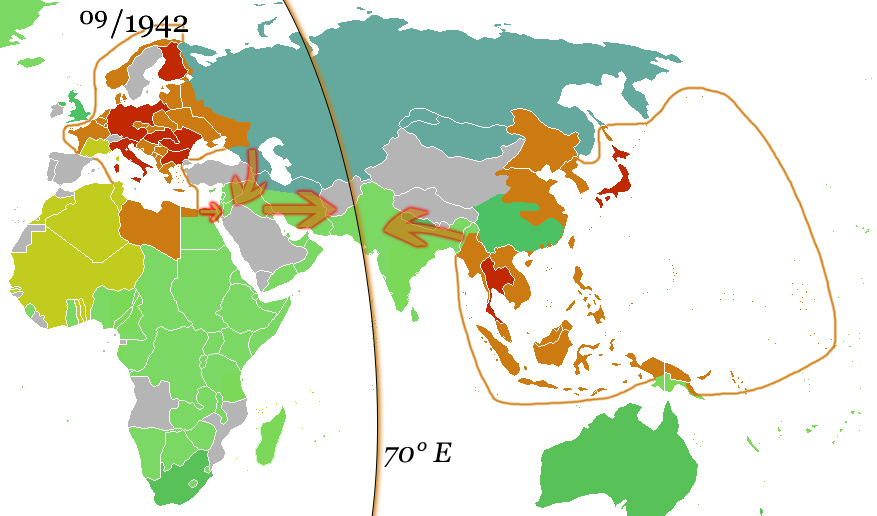
Les sphères d'influence directe allemande et japonaise atteignirent leur apogée à l'automne 1942. Les flèches indiquent les mouvements planifiés vers la ligne de démarcation proposée sur le méridien 70°E, qui ne fut toutefois jamais approchée.

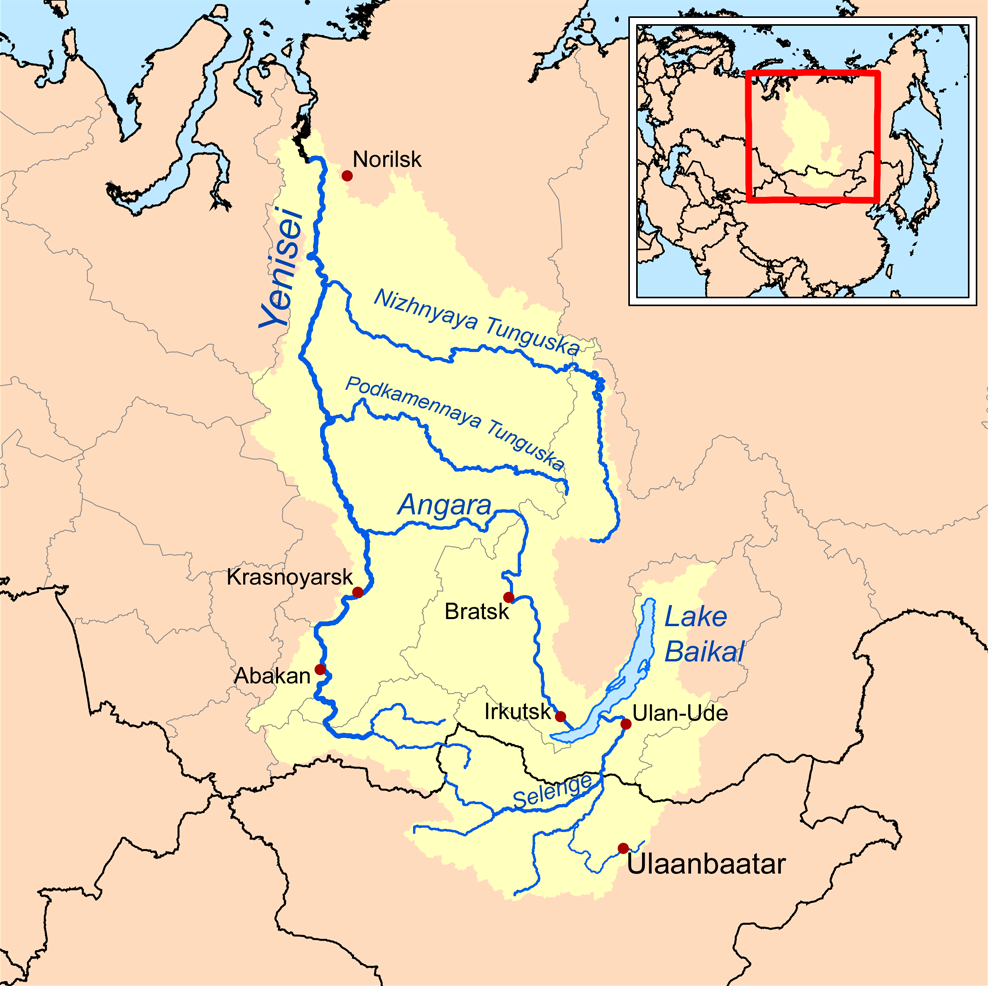
Le bassin du fleuve Ienisseï en Sibérie.

Alors que les principales puissances de l'Axe (Allemagne, Italie et Japon) cimentaient leur alliance militaire en déclarant conjointement la guerre aux États-Unis avant le 11 décembre 1941, les Japonais proposèrent un arrangement territorial clair du continent asiatique aux deux principales puissances européennes de l'Axe. Le 15 décembre, ils présentèrent aux Allemands un projet de convention militaire qui délimitait le continent asiatique en deux « sphères opérationnelles » distinctes (zones de responsabilité militaire) séparées par une ligne situé le long du méridien de longitude 70° est, depuis l’estuaire de l'Ob dans l'Arctique, se dirigeant vers le sud jusqu’à l’est de Khost en Afghanistan et se dirigeant vers l’océan Indien juste à l’ouest de Rajkot en Inde, afin de séparer le Lebensraum allemand et le Spazio vitale italien (à l’ouest de cette limite) de l’empire du Japon (et de sa sphère de coprospérité de la Grande Asie orientale à l’est), après que l’Union soviétique eut été défaite par le Troisième Reich.
Initialement, les Allemands n’apprécièrent pas cette proposition, ses diplomates craignant qu’elle ne serve à la création d’un précédent pour la délimitation spécifique des sphères politiques. L'armée allemande était également déçue de n'avoir tenu aucune promesse d'entrée dans la guerre du Japon contre l'Union soviétique, ni même d'interrompre les livraisons de fournitures américaines à l’URSS via le port de Vladivostok, situé sur le Pacifique.
Le département d'économie militaire de la Wehrmacht (Wi Rü Amt) critiqua également cette frontière arbitraire, car elle traversait des territoires et des États comprenant des unités économiques organiques dont les parties étaient interdépendante. Il proposait plutôt une frontière qui suivrait les frontières internationales existantes, le long de la frontière orientale de l'Iran, de la frontière septentrionale de l'Afghanistan, de la frontière occidentale de la Chine jusqu'à Tannou-Touva, puis vers le nord le long de la rivière Ienisseï jusqu'à l'océan Arctique. Bien qu’attribuant toute l’Inde britannique et l’Afghanistan au Japon, elle donnerait à l’Allemagne une meilleure frontière, plus facilement défendable en Sibérie, et lui donnerait également le contrôle du bassin industriel de Kouznetsk, en plus des riches gisements de minerai de fer des montagnes de l’Oural oriental. Le plan du Troisième Reich visant à fortifier les limites est de son Lebensraum, au-delà duquel se trouverait la zone frontalière nord-ouest de la sphère de la co-prospérité japonaise, impliquait la création d'un « mur vivant » de communautés de Wehrbauer (des « soldats-paysans ») pour le défendre. Cependant, on ignore si les puissances de l’Axe n’aient jamais officiellement négocié une ligne de démarcation complémentaire qui aurait divisé l’hémisphère occidental.
Adolf Hitler trouva la proposition japonaise acceptable et l'approuva dans son intégralité, probablement parce qu'il n'envisageait pas que l'Allemagne s'empare d'une grande partie du territoire soviétique au-delà des montagnes de l'Oural.